# Liability (canción)
"Liability" es una canción de la cantante neozelandesa Lorde, perteneciente a su segundo álbum de estudio Melodrama (2017). El álbum fue escrito y producido por Lorde y  Jack Antonoff, y estrenado el 10 de marzo de 2017 como la segunda canción y el primer single promocional de Melodrama, después del sencillo "Green Light".
La canción debutó con el puesto 78 en el Billboard Hot 100.

## Composición
"Liability" fue escrita y producida por Lorde y Jack Antonoff en el apartamento de Antonoff con el resto del álbum durante un período de 18 meses. Un crítico de Billboard definió la canción como una balada de piano.

## Posición en listas
| Listas (2017)                      | Mejor posición |
| ---------------------------------- | -------------- |
| Australia (ARIA)                   | 42             |
| Canadá (Canadian Hot 100)          | 62             |
| France (SNEP)                      | 54             |
| Ireland (IRMA)                     | 74             |
| Nueva Zelanda (Recorded Music NZ)  | 8              |
| Reino Unido (UK Singles Chart)     | 84             |
| Estados Unidos (Billboard Hot 100) | 78             |